# セイヨウニンジンボク
セイヨウニンジンボク
（チェストツリー、学名：Vitex agnus-castus）は、シソ科（旧分類ではクマツヅラ科）ハマゴウ属の植物である。原産地は南ヨーロッパから中央アジアである。ハーブとして用いられるほか、見た目が似ていることからコショウの代わりとしても使用されていた。

## 特徴

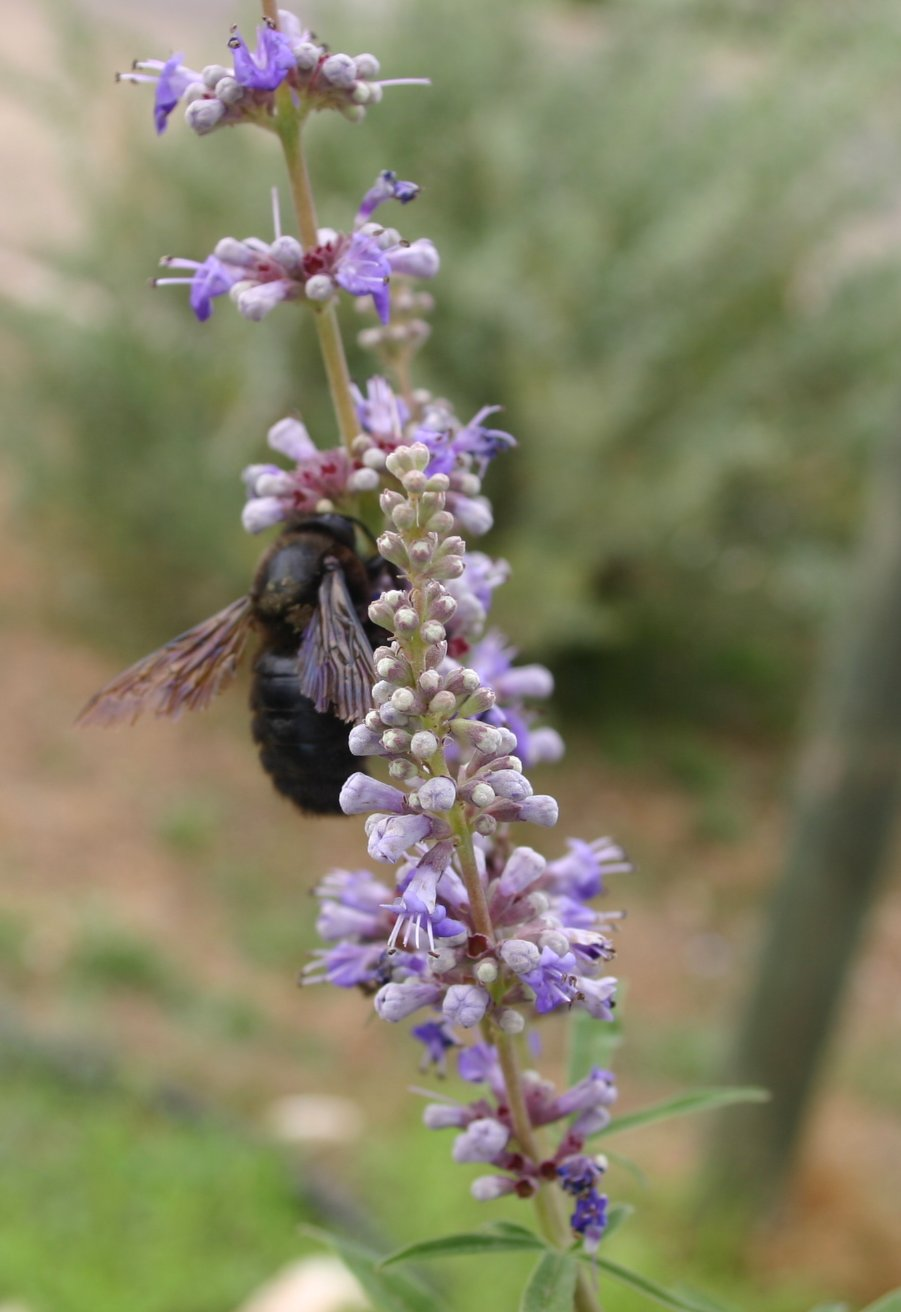
セイヨウニンジンボクの花

唇形をした淡い紫色の小さな花を夏から秋にかけて穂状に咲かせる。花の色は白いものもある。木が若い（小さい）内からよく花を付けるので、鉢花としても利用される。日本には明治時代に渡来した。葉は手のひら状の複葉で、向かい合って生える。落葉性。小葉は５枚から７枚で一枚の葉となり、小葉の形は披針形である。花の後に出来る実は球状の核果である。樹高は2mから8mである。

## ハーブとして
古くから、生理痛などの婦人病に用いられていたという歴史があり、ガイウス・プリニウス・セクンドゥスの『博物誌』にも記述されている。
19世紀には、アメリカの医師が通経薬や、催乳薬にセイヨウニンジンボクを用いたとされている。近年、ドイツなどで科学的な研究が進められ、セイヨウニンジンボクはホルモンと似た作用を持つことが明らかになってきた。ドイツではセイヨウニンジンボクが月経前症候群 (PMS) の症状の治療薬として認可されている。
2017年12月のシステマティックレビューでは、月経前症候群や月経前不快気分障害へのセイヨウニンジンボクの効果を調査し、8つのランダム化比較試験があり、効果があり忍容性がよい（安全）ということを示していた。2017年8月のシステマティックレビューは月経前症候群に対する14件のランダム化試験からメタアナリシスし出版バイアスの可能性があるため、チェストツリーの効果を過大評価すべきではないとした。

## 注記
1. ↑  和名は『植物の世界』, p. 2-265、『世界有用植物事典』, p. 1099などに準拠。